# Hagelkreuzstraße 44 (Mönchengladbach)

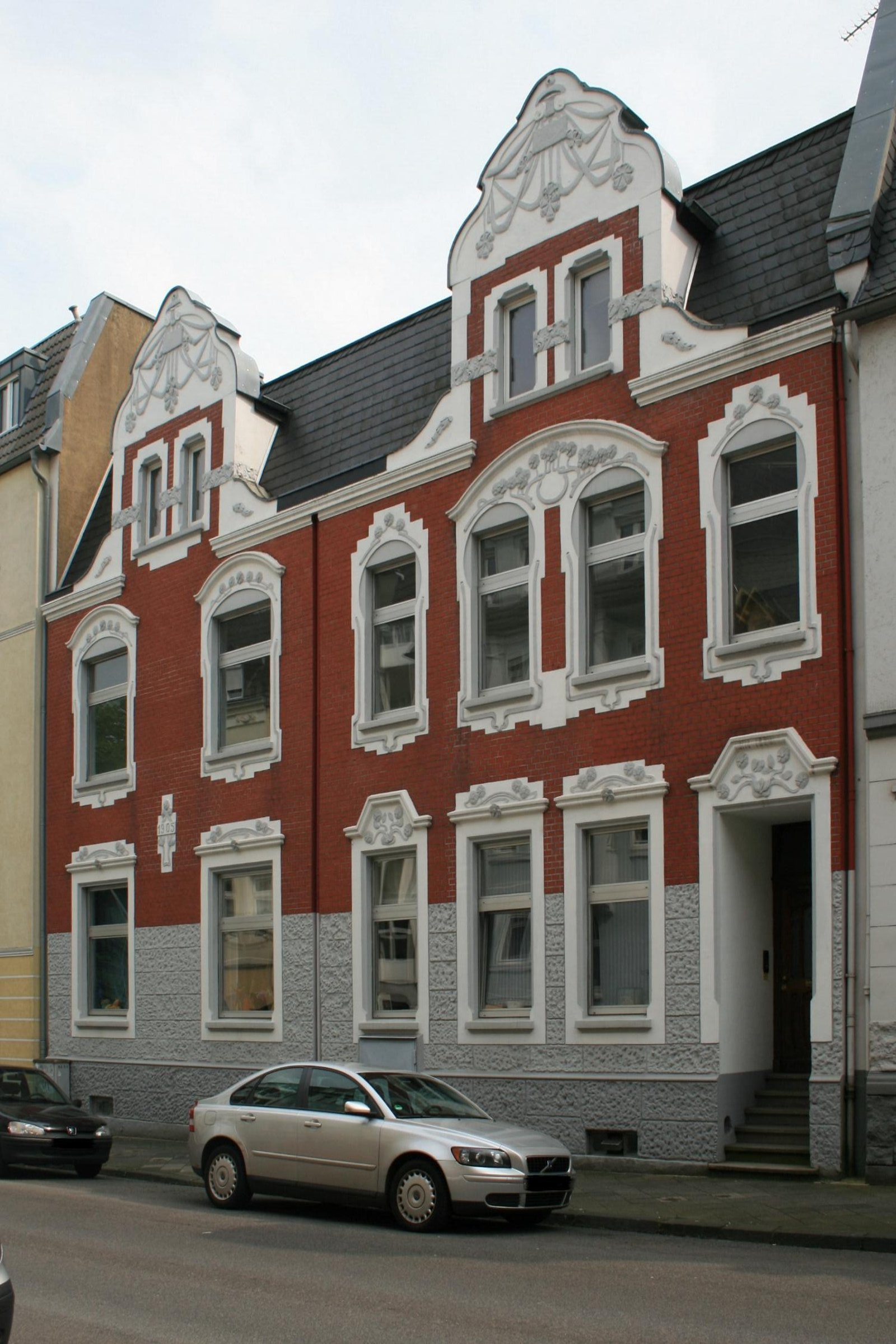
Wohnhaus (2010)

Das Wohnhaus Hagelkreuzstraße 44 steht in Mönchengladbach (Nordrhein-Westfalen).
Das Gebäude wurde 1906 erbaut. Es wurde unter Nr. H 086  am 6. Dezember 1994 in die Denkmalliste der Stadt Mönchengladbach eingetragen.

## Lage
Die Hagelkreuzstraße liegt im nördlichen Stadterweiterungsgebiet zwischen dem Neuen Wasserturm und dem Bunten Garten.

## Architektur
Es handelt sich um ein in Gestalt einer jeweils axial-symmetrisch gegliederten Doppelfassade errichtetes, zweigeschossiges Wohnhaus in einer Mischbauweise von Putz und Keramikplättchen. Architektonisch akzentuiert durch je einen Schweifgiebel auf jeder Fassadenhälfte. Die horizontale Gliederung übernimmt neben einem Sockel- und gesprengten Traufgesims die differenzierte Fassadenoberfläche von bossierter Quaderimitation im Sockel- und Erdgeschoss und die farblich abgesetzte Klinkerverkleidung im oberen Fassadenbereich.
Rechts im Erdgeschoss befindet sich die tief eingeschnittene Eingangsnische mit profilüberkröntem, scheitrechtem Sturz; im Sockelgeschoss desselben Fassadenabschnittes links ein schlichter Kellerzugang. In jeder Haushälfte differenziert ausgeführte Fenstergliederungen und -formen. Im Erdgeschoss des rechten Fassadenteils drei in rhythmisierten Achsabständen angeordnete Hochrechteckfenster; im Obergeschoss vier analog ausgebildete, jedoch reicher gerahmte und in der Mittelachse durch eine übergreifende Rahmung paarweise zusammengefasste Öffnungen. Darüber im Giebelfeld zwei kleiner dimensionierte, mittels Putzband gleichfalls gekoppelte Fenster.
Das Erd- und Obergeschoss der linken Haushälfte öffnen jeweils zwei gleichförmige, breiter dimensionierte Hochrechteckfenster in größerem Achsabstand; die des Obergeschosses analog der rechten Fassade in aufwändigerer Rahmung mit Brüstungsschmuck. Die Öffnungen des Giebelfeldes entsprechen bis auf eine reichere Rahmung denen des rechten Giebels. Ein modifiziertes Mansarddach in Schieferdeckung schließt das Gebäude ab. Die flach aufgelegte Stuckornamentik beschränkt sich im Wesentlichen auf Fenster-, Türeinfassungen und Giebeldekor und zitiert geometrische und vegetabilische Formen des Jugendstils.